# Biały krzyż (broń chemiczna)
Biały krzyż (niem. Weißkreuz, Weißkreuzkampfstoff) – oznaczenie łzawiących bojowych środków trujących stosowanych przez Niemcy w okresie I wojny światowej. Nazwa wzięła się od symbolu białego krzyża malowanego na pociskach chemicznych wypełnionych środkami działającymi drażniąco na oczy i błony śluzowe. Znakowanie to nie było jednak konsekwentne i ostatecznie nie wszystkie pociski z lakrymatorami były w taki sposób oznaczane. W czasie wojny Niemcy wyprodukowały łącznie około 1 000 000 pocisków wszystkich kalibrów ze środkami łzawiącymi.
Biały krzyż mógł zawierać jeden lub więcej z następujących związków: bromek benzylu, bromek ksylilu, bromoaceton, bromometyloetyloketon, bromooctan etylu, chloroacetofenon, chloroaceton, cyjanek bromobenzylu.